# Platanthera ophryotipuloides
Platanthera ophryotipuloides là một loài thực vật có hoa trong họ Lan. Loài này được K.Inoue miêu tả khoa học đầu tiên năm 1983.